# Finlanda de Est
Provincia Finlanda de Est (finlandeză Itä-Suomen lääni, suedeză Östra Finlands län) este o provincie a Finlandei. Are graniță cu provinciile Oulu, Finlanda de Vest și Finlanda de Sud. Se învecinează și cu Golful Finic și Rusia.
În 1997, Finlanda a fost reorganizată politico-administrativ. Provinciile Mikkeli, Kuopio și Pohjois-Karjala au format atunci noua provincie a Finlandei de Est.
Capitala provinciei este Mikkeli. Finlanda de Est este împărțită în trei regiuni:
- Carelia de Nord (Pohjois-Karjala/ Norra Karelen)
- Savonia de Nord (Pohjois-Savo/ Norra Savolax)
- Savonia de Sud (Etelä-Savo/ Södra Savolax)